# Sapiranga (kommun)
Sapiranga är en kommun i Brasilien.   Den ligger i delstaten Rio Grande do Sul, i den södra delen av landet, 1 600 km söder om huvudstaden Brasília. Antalet invånare är 75 020.
Följande samhällen finns i Sapiranga:
- Sapiranga

Runt Sapiranga är det i huvudsak tätbebyggt. Runt Sapiranga är det ganska tätbefolkat, med 185 invånare per kvadratkilometer.